# Porthgwidden
Porthgwidden (korniska: Porth Gwydn, vilket betyder vit vik) är en liten by i Cornwall, England, Storbritannien. Det ligger i  civil parish Feock vid stranden av Carrick Roads.